# П'ятеро з Фергани
«П'ятеро з Фергани» — радянський чорно-білий художній фільм 1963 року, знятий режисером Юлдашем Агзамовим на кіностудії «Узбекфільм».

## Сюжет
Кіноповість про першого комсомольського секретаря Туркестану — Абдуллу Набієва.

## У ролях
- Дмитро Масанов — В. І. Ленін
- Ульмас Аліходжаєв — Абдулла Набієв (дублював Володимир Костін)
- Халіда Ісхакова — Максуда / глухонімий хлопчик (дублювала Валентина Пугачова)
- Алла Лєдовая — Саша (дублювала Жанна Сухопольська)
- Бако Садиков — Ісмаїл Уразов (дублював Борис Аракелов)
- В'ячеслав Кімбарович — Андрій (дублював Андрій Олеванов)
- Михайло Орлов — Олексій Іванович Чернов (дублював Адольф Шестаков)
- Нігмат Касимов — Нішанов (дублював Микола Харитонов)
- Аббас Бакіров — Худояр Уразов (дублював Юхим Копелян)
- Обід Джалілов — Хакімбек (дублював Олександр Арді)
- М. Мурадов — епізод
- Туйчі Аріпов — Ішмат
- Максуд Атабаєв — Мусабаєв
- Рахім Пірмухамедов — Алімджан, кухар
- Темурмалік Юнусов — Рахмат
- Н. Бурлаков — епізод
- М. Саттаров — епізод
- М. Аліходжаєв — епізод

## Знімальна група
- Режисер — Юлдаш Агзамов
- Сценаристи — Микола Рожков, Адхам Рахмат
- Оператор — Михайло Краснянський
- Композитори — Хамід Рахімов, Олександр Бєрлін
- Художники — Варшам Єремян, Валентин Синиченко